# Cardellina
Cardellina (лат.) — род певчих птиц семейства древесницевых. Распространены в Америке. Первоначально в род включали один вид — Cardellina rubrifrons. По результатам молекулярно-филогенетического исследования в него были включены также два вида, которых ранее относили к роду Wilsonia и два вида, которых ранее относили к роду Ergaticus.

## Виды
В состав рода включают пять видов:
| Изображение | Научное название      | Русское название           | Распространение                                                            |
| ----------- | --------------------- | -------------------------- | -------------------------------------------------------------------------- |
|             | Cardellina canadensis | Канадская вильсония        | Гнездится в Канаде и на северо-востоке США, зимует на севере Южной Америки |
|             | Cardellina pusilla    | Малая вильсония            | Гнездится в Канаде и на западе США; зимует в Мексике и Центральной Америке |
|             | Cardellina rubrifrons | Трёхцветная карделлина     | Мексика, Аризона, Нью-Мексико, Сальвадор, Гватемала и Гондурас             |
|             | Cardellina rubra      | Пурпурный танагровый певун | Мексика                                                                    |
|             | Cardellina versicolor | Розовый танагровый певун   | юго-запад Гватемалы, центр и юго-восток штата Чьяпас (Мексика)             |